# Guido Fassò
Guido Fassò (Bologna, 18 ottobre 1915 – Bologna, 30 ottobre 1974) è stato un giurista e filosofo italiano.

## Biografia

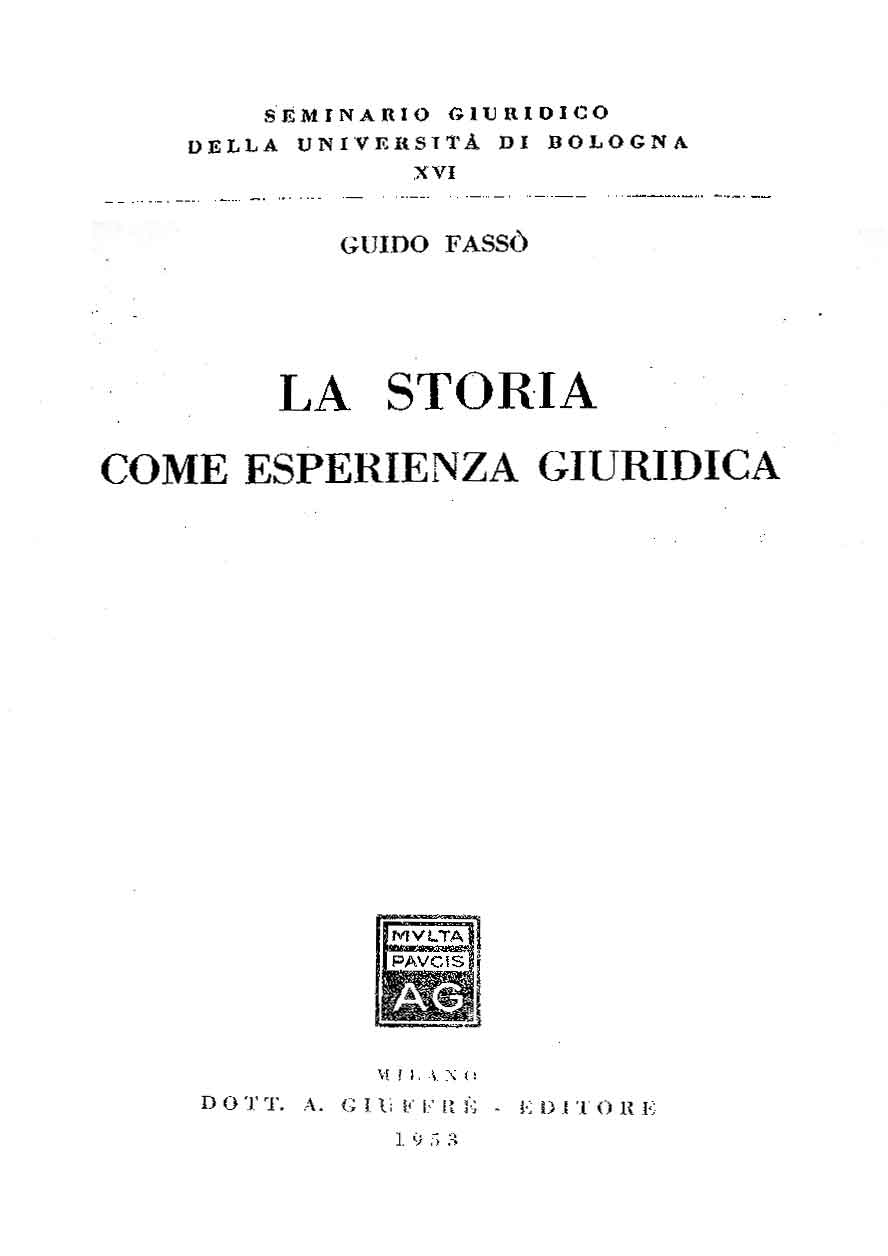
Frontespizio de La storia come esperienza giuridica, Giuffrè, Milano 1953.

Giuseppe Saitta, esponente della cosiddetta «sinistra gentiliana», seguì Fassò nella redazione della tesi di laurea in Filosofia, avviandolo, per mezzo dell'indagine su Michelet, agli studi vichiani.

Nato a Bologna, il 18 ottobre 1915, da Ernesto, generale dell'esercito, e Caterina Barbieri, discendente dalle famiglie Barbieri (il di lei nonno era Lodovico Barbieri) e Dallolio (Maria Sofia, moglie di Lodovico, era sorella di Alberto e Alfredo Dallolio), Guido Fassò trascorse i suoi primi anni, fino all'adolescenza, fra il Piemonte (Mondovì), l'Emilia-Romagna (Parma) e la Lombardia (Mantova). Temperamento religioso, ereditato dall'educazione famigliare e dalla frequentazione con un anziano sacerdote, egli si caratterizzò sempre per il rigore negli studi (perciò Mazzetti, suo compagno di gioventù, poté definirlo «schivo degli incontri e quasi della società, teso in un impegno di chiarezza mentale, di serietà e finezza di sentire»). Conseguita, nel 1932, la maturità classica al "Virgilio" di Mantova, si laureò, presso l'Alma Mater Studiorum di Bologna, in Giurisprudenza (1936), discutendo, con Umberto Borsi, una tesi di Legislazione del lavoro, intitolata L'elemento demografico nelle provvidenze assistenziali a favore dei lavoratori. Dopo aver rinunciato ad impiegarsi come funzionario nell'Unione industriale, Fassò ottenne anche la laurea in Filosofia (1940), sotto la supervisione di Giuseppe Saitta, con una tesi di Storia della filosofia su Il pensiero filosofico e politico di Giulio Michelet. Confidò poi al suo allievo, Enrico Pattaro, che la scelta della filosofia, lungi dall'essere redditizia, è un matrimonio con «madonna povertà», cui egli, tuttavia, non volle sottrarsi, non essendo versato, come rivelò a Fausto Nicolini, nella «professione forense». Svolse, quindi, l'attività di docente di storia e filosofia, inizialmente come supplente al "Galvani" di Bologna (1939), poi a Forlì (1939-1940) e, infine, al Liceo scientifico "Augusto Righi" di Bologna (1949-1953).
Nel 1942, convolò a nozze con una sua vecchia alunna del Liceo "Galvani", Margherita Osti, figlia di Giuseppe Osti, professore ordinario di Diritto privato all'Università di Bologna, del quale lo stesso Fassò era stato allievo. Dall'unione nacquero Alberto, Andrea (1945), Federico (1952) e Silvia. Nell'anno delle nozze, Fassò completò il suo primo saggio, dedicato a Il Vico nel pensiero del suo primo traduttore francese, che, però, a causa dell'indisponibilità degli editori, fu pubblicato, grazie all'intervento di Giuseppe Saitta, solo nel 1947, come memoria dell'Accademia delle scienze dell'Istituto di Bologna.
Divenuto assistente volontario di Filosofia del diritto nell'Ateneo felsineo (1947), fu convinto da Felice Battaglia a concorrere per la libera docenza, che ottenne nel 1949. Nel medesimo anno, all'Università di Parma, gli venne quindi assegnato l'incarico in Filosofia del diritto. Vicino al Partito Liberale Italiano, a guerra conclusa, nel 1951, accettò di candidarsi, per il medesimo partito, alle elezioni comunali bolognesi. Aggiudicatosi l'ordinariato (1957), si trasferì successivamente a Bologna (1963), dove insegnò filosofia giuridica, presso la Facoltà di Giurisprudenza, e Storia delle dottrine politiche, nella Facoltà di Lettere e Filosofia.
Si occupò di studi vichiani e groziani, in un secondo saggio dal titolo I "quattro auttori" del Vico (1949), nella traduzione dei Prolegomeni al diritto della guerra e della pace di Grozio (1949) e poi con Vico e Grozio (1971). La monografia del 1949 sulla genesi della Scienza nuova vide riconosciuto il proprio valore scientifico da Gioele Solari in una epistola del 17 maggio 1949, in cui si legge che «l'interpretazione giuridica della Scienza nuova [proposta da Fassò] [...] supera la visione Croce-Nicolini», ponendosi al livello qualitativo di quelle del Fubini e del Donati, e ricevette anche l'apprezzamento di Benedetto Croce.

Oltre Croce, Fassò criticò anche Gentile, autore di una «concezione speculativa indubbiamente grandiosa», che si risolveva, però, in «vana retorica», negante, entro la dialettica dello spirito, la realtà del fenomeno giuridico.

Fra le altre opere, La democrazia in Grecia, del 1959 (tradotta in neogreco nel 1971, col titolo Η Δημοκρατία στην Ελλάδα [I Dimokratìa stin Ellàda], e fatta circolare durante la dittatura dei colonnelli); Il diritto naturale, del 1964; dello stesso anno è La legge della ragione, considerata una «tra le opere migliori di filosofia del diritto uscite in Italia» al tempo, e consistente in una «appassionata rivalutazione» del diritto naturale; Società, legge e ragione, apparso nell'anno della morte (i due ultimi volumi citati, tuttavia, ripropongono scritti precedenti). Le pubblicazioni in cui si esprime con più chiarezza l'ispirazione teoretica di Fassò sono, invece, La storia come esperienza giuridica del 1953 (in cui, ha commentato Bobbio, si dimostra che «tutti i rapporti che l'uomo ha con gli altri uomini, contengono un germe di organizzazione, e quindi sono istituzioni giuridiche»)  e Cristianesimo e società del 1956, che susciterà un vivace dibattito nell'ambiente cattolico, incontrando financo il favore di Prezzolini.
Tra il 1966 e il 1970 pubblicò la sua opera maggiore, la Storia della filosofia del diritto in tre volumi, giudicata da Bobbio come la «storia della filosofia del diritto […] più completa» esistente «sulla faccia della terra».
Colpito dalla malattia, Fassò morì nella notte del 30 ottobre 1974. Il suo testamento, composto già nel 1955, disponeva funerali semplici, «senza fiori e senza seguito di estranei». In un codicillo del 1967, inoltre, soggiungeva che, «se si trovassero miei scritti incompiuti, manoscritti o dattilografati, non si stampino, perché non possono essere stati riveduti come avrei ritenuto necessario», congiuntamente all'invito a non raccogliere «in volume opuscoli sparsi o "scritti minori", operazione che non dovrebbe mai esser fatta se non dall'autore».
Alla memoria di Fassò, oltre che a quella di Augusto Gaudenzi, è intitolato il Centro Interdipartimentale di Ricerca in Storia del Diritto, Filosofia e Sociologia del Diritto e Informatica Giuridica (CIRSFID) dell’Università di Bologna, istituito nel 1986.

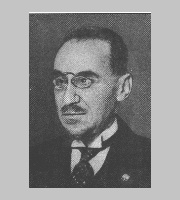
Benché Fassò abbia apprezzato il Romano sostenitore della concezione non normativistica del diritto, egli non poté tacerne il limite, consistente nell'assenza di una «definizione esauriente» dell'istituzione, dovuto alla volontà di Romano di tenersi «fuori dal campo della filosofia».

## Sinossi del pensiero
Secondo Giuliano Marini fu «il più limpido storico del giusnaturalismo».
Formatosi filosoficamente nella temperie culturale neoidealistica, Fassò se ne distaccò, rifiutandone soprattutto l'immanentismo, con La storia come esperienza giuridica, opera ispirata dalle suggestioni istituzionalistiche di Santi Romano (ma di questi deplorerà, nella successiva Storia della filosofia del diritto, il «circolo vizioso», per cui una «istituzione è giuridica [solo] quando è giuridica»). A Croce, che faceva coincidere storia e filosofia, Fassò replicava con l'identificazione di storia e giuridicità, estendendo il concetto di istituzione — contrariamente a quanto aveva fatto Romano, e risolvendone così il «circolo vizioso» — a «tutti gli aspetti della vita sociale, cioè della vita dell'uomo nella storia, che è sempre vita dell'uomo in società». L'elisione dell'identità fra realtà (storica) e razionalità (filosofica) non implicava, per Fassò, la rimozione dell'Assoluto, ma egli ne negava ogni possibilità conoscitiva, ricadendo la «concreta unità del reale» (sotto l'aspetto gnoseologico) nell'ambito del privo di senso, sebbene restasse attingibile in uno slancio mistico, descritto, in una pagina de La legge della ragione, come partecipazione dell'«uomo [al] Valore divino, ma solo quando si faccia anch'egli Dio per unirsi a lui, trascendendo la propria umanità, la propria soggettività empirica, storica». È importante tener fermo come Fassò, quantunque abbia legato l'Assoluto a uno slancio mistico, non si sia fatto teorico di un irrazionalismo misticheggiante, ma — giusta l'osservazione di Lombardi Vallauri — abbia formulato un «dittico» in cui si afferma, da un lato, la «sopragiuridicità dell'etica intesa come esperienza religiosa» e, dall'altro, «la funzione essenziale della ragione giuridica nel mondo». Proprio il riconoscimento della centralità della ragione giuridica nel governo della «concreta molteplicità del reale» costituì, per Fassò, un ulteriore motivo critico nei confronti dell'antigiusnaturalismo crociano, da cui, dopo l'approfondimento della storia del giusnaturalismo, prese più convintamente le distanze. La concezione giusnaturalistica fassoiana, infatti, cerca di non cadere nell'errore proprio della tradizione precedente (errore che Fassò, nella Storia della filosofia del diritto, non esitò a indicare quale «difetto capitale» della scuola del diritto naturale, consistente nell'«astrattismo [e nel] conseguente antistoricismo»), intendendo il diritto naturale quale «ordine che nasce dalla storia, e nel quale l'uomo non può non essere inserito proprio per la sua dimensione storica, che è la sua dimensione essenziale».

## Opere
Per una più completa bibliografia degli scritti di Guido Fassò, si rinvia a Giampaolo Zucchini, Bibliografia degli scritti filosofico-giuridici di Guido Fassò, in appendice al terzo volume degli Scritti di filosofia del diritto dello stesso Fassò, a cura di Enrico Pattaro, Carla Faralli, Giampaolo Zucchini, Giuffrè, Milano 1982, pp. 1463-1473.
- I "quattro auttori" del Vico. Saggio sulla genesi della «Scienza nuova», Milano, Giuffrè, 1949, SBN MIL0265606.
- La storia come esperienza giuridica, Milano, Giuffrè, 1953, SBN MIL0265626; ristampa, a cura di Carla Faralli, Soveria Mannelli, Rubbettino, 2016, ISBN 978-88-498-4623-2.
- Cristianesimo e società, Milano, Giuffrè, 1956, SBN RAV0214597; 2ª ed., 1969, SBN IT\ICCU\SBL\0079076.
- La democrazia in Grecia. Antologia politica, Bologna, Il Mulino, 1959, 19672, SBN SBL0504041; ristampa, a cura di Carla Faralli, Enrico Pattaro e Giampaolo Zucchini, Milano, Giuffrè, 1999, ISBN 88-14-07833-5.
- Il diritto naturale, 2ª ed., Torino, ERI, 1972  [1964], ISBN non esistente.
- La legge della ragione, Bologna, Il Mulino, 1964, 19662, SBN UBO0252694; ristampa, a cura di Carla Faralli, Enrico Pattaro e Giampaolo Zucchini, Milano, Giuffrè, 1999, ISBN 88-14-07827-0.
- Storia della filosofia del diritto, vol. 1: Antichità e Medioevo, Bologna, Il Mulino, 1966, SBN RAV0288678; ed. aggiornata, a cura di Carla Faralli, Roma-Bari, Laterza, 2001, ISBN 88-420-6239-1.
- Storia della filosofia del diritto, vol. 2: L'età moderna, Bologna, Il Mulino, 1968, SBN MIL01716728; ed. aggiornata, a cura di Carla Faralli, Roma-Bari, Laterza, 2001, ISBN 88-420-6240-5.
- Storia della filosofia del diritto, vol. 3: Ottocento e Novecento, Bologna, Il Mulino, 1970, SBN IEI0719988; ed. aggiornata, a cura di Carla Faralli, Roma-Bari, Laterza, 2001, ISBN 88-420-6241-3.
- Vico e Grozio, Napoli, Guida, 1971, ISBN non esistente.
- Società, legge e ragione, Milano, Edizioni di Comunità, 1974, ISBN non esistente.
- Scritti di filosofia del diritto, a cura di Carla Faralli, Enrico Pattaro e Giampaolo Zucchini, vol. 1, Milano, Giuffrè, 1982, ISBN non esistente.
- Scritti di filosofia del diritto, a cura di Carla Faralli, Enrico Pattaro e Giampaolo Zucchini, vol. 2, Milano, Giuffrè, 1982, ISBN non esistente.
- Scritti di filosofia del diritto, a cura di Carla Faralli, Enrico Pattaro e Giampaolo Zucchini, vol. 3, Milano, Giuffrè, 1982, ISBN non esistente.

### Curatele
- Ugo Grozio, Prolegomeni al diritto della guerra e della pace, traduzione, introduzione e note di Guido Fassò, Bologna, Zanichelli, 1949, SBN FER0070808; 3ª ed., aggiornamento di Carla Faralli, Napoli, Morano, 1979, ISBN non esistente, SBN IT\ICCU\PUV\0149802.

### Biografie
- Carla Faralli, Fassò, Guido, in Dizionario biografico dei giuristi italiani (XII – XX secolo), 2 voll., diretto da Italo Birocchi, Ennio Cortese, Antonello Mattone, Marco Nicola Miletti, con la collaborazione della Biblioteca del Senato, vol. 1, Bologna, Il Mulino, 2013,  pp. 825-826, ISBN 978-88-15-24124-5.
- Franco Tamassia, Fassò, Guido, in Dizionario biografico degli italiani, vol. 45, Roma, Istituto dell'Enciclopedia Italiana, 1995,  pp. 295-298, ISBN non esistente.

### Letteratura critica
Per una più completa bibliografia degli scritti su Guido Fassò, almeno fino agli anni Ottanta, si rinvia a Carla Faralli, I momenti della riflessione critica su Guido Fassò, in appendice al terzo volume degli Scritti di filosofia del diritto dello stesso Fassò, a cura di Enrico Pattaro, Carla Faralli, Giampaolo Zucchini, Giuffrè, Milano 1982, pp. 1475-1517, che passa in rassegna i contributi dedicati all'opera del filosofo felsineo. Segue, alle pp. 1518-1528 del suddetto terzo volume, la Bibliografia degli scritti su Guido Fassò.
- Felice Battaglia, Guido Fassò: in memoria, in Rivista internazionale di filosofia del diritto, n. 2, 1975,  pp. 301-310.
- Carla Faralli, Norberto Bobbio e Guido Fassò. Sulla annosa e ricorrente disputa tra positivisti e giusnaturalisti, in Antonio Punzi (a cura di), Metodo, linguaggio, scienza del diritto. Omaggio a Norberto Bobbio (1909-2004), Milano, Giuffrè, 2007,  pp. 145-154, ISBN 978-88-14-12801-1.
- Carla Faralli, Guido Fassò. Il maestro e lo studioso, Bologna, Bologna University Press, 2023, ISBN 9791254772966.
- Paolo Grossi, Carla Faralli, Antonio-Enrique Pérez Luño, Francesco D'Agostino, Franco Todescan, Luigi Ferrajoli, Eugenio Ripepe, Luigi Lombardi Vallauri e Enrico Pattaro, Guido Fassò. Una tavola rotonda, in Rivista di filosofia del diritto, Bologna, Il Mulino, dicembre 2015,  pp. 7-69, ISBN 978-88-15-26112-0, ISSN 2280-482X (WC · ACNP). URL consultato il 28 agosto 2016.
- (ES) Fernando Higinio Llano Alonso, El pensamiento iusfilosófico de Guido Fassò, Madrid, Editorial Tecnos, S.A., 1997, ISBN 978-84-309-2966-5. URL consultato il 5 luglio 2019.
- Fernando Higinio Llano Alonso, L'idea di storia come esperienza giuridica in Guido Fassò, in Rivista di filosofia del diritto, Bologna, Il Mulino, dicembre 2017,  pp. 397-412, ISBN 978-88-15-26112-0, ISSN 2280-482X (WC · ACNP). URL consultato il 15 novembre 2018.
- Giuliano Marini, Lo storicismo di Guido Fassò, in Carla Faralli e Enrico Pattaro (a cura di), Reason in Law. Proceedings of the Conference Held in Bologna, 12-15 Dicembre 1984, vol. 1, Milano, Giuffrè, 1987,  pp. 35-46, ISBN 88-14-01245-8.
- Enrico Pattaro, Gli studi vichiani di Guido Fassò (PDF), in Bollettino del Centro Studi Vichiani, vol. 5, Napoli, Guida, 1975,  pp. 87-121. URL consultato il 23 agosto 2016.
- Enrico Pattaro, Ricordo di Guido Fassò, in Rivista trimestrale di diritto e procedura civile, n. 3, Milano, Giuffrè, 1975,  pp. 1089-1105 (con Bibliografia delle opere di Guido Fassò, a cura di Giampaolo Zucchini, pp. 1097-1105).
- Enrico Pattaro, Sull'Assoluto. Contributo allo studio del pensiero di Guido Fassò, in  Guido Fassò, Scritti di filosofia del diritto, a cura di Carla Faralli, Enrico Pattaro e Giampaolo Zucchini, vol. 1, Milano, Giuffrè, 1982,  pp. XIX-LXXX, ISBN non esistente.
- Enrico Pattaro, In che senso la storia è esperienza giuridica: l'istituzionalismo trascendentale di Guido Fassò, in Rivista trimestrale di diritto e procedura civile, vol. 37, n. 2, Milano, Giuffrè, 1983,  pp. 390-428.
- Antonio-Enrique Pérez Luño, L'itinerario intellettuale di Guido Fassò, in Rivista internazionale di filosofia del diritto, vol. 53, n. 3, Milano, Giuffrè, 1976,  pp. 372-381.
- (ES) Antonio-Enrique Pérez Luño, Razon y historia en la experiencia filosofica y juridica de Guido Fassó, in Carla Faralli e Enrico Pattaro (a cura di), Reason in Law. Proceedings of the Conference Held in Bologna, 12-15 Dicembre 1984, vol. 1, Milano, Giuffrè, 1987,  pp. 47-62, ISBN 88-14-01245-8.
- Dario Quaglio, Guido Fassò. Della ragione come legge, Napoli, Edizioni Scientifiche Italiane, 1991, ISBN 88-7104-267-0.
- Giuseppe Russo, Guido Fassò. Un itinerario filosofico tra diritto e natura umana, in Il Pensiero Italiano. Rivista di studi filosofici, vol. 2, n. 1-2, 2018,  pp. 91-114, ISSN 2532-6864 (WC · ACNP). URL consultato il 28 ottobre 2019.
- Giuseppe Russo, Il valore e la storia. Note su una lettera inedita di Felice Battaglia a Guido Fassò, in Materiali per una storia della cultura giuridica, vol. 55, n. 1, 2025,  pp. 333-344, ISBN 978-88-15-42676-5. URL consultato il 27 luglio 2025.